# Filmfare Critic's Award de la meilleure prestation
Le Filmfare Critic's Award de la meilleure prestation (Filmfare Critics Award for Best Performance) est une récompense remise à l'actrice ou à l'acteur indien dont la prestation a été reconnue par les critiques du magazine Filmfare, lors de la cérémonie annuelle des Filmfare Awards, de 1991 à 1997.
- Les acteurs n'étaient pas nommés avant de recevoir ce trophée.
- Le premier lauréat fut Anupam Kher pour le film Daddy.
- La première lauréate fut Manisha Koirala pour le film Khamoshi : The Musical.

## Liste des lauréates

### Années 1990
- 1991 : Anupam Kher - Daddy

- 1992 - Pas d'attribution

- 1993 : Dimple Kapadia - Rudaali

- 1994 : Shahrukh Khan - Kabhi Haan Kabhi Naa

- 1995 : Farida Jalal - Mammo

- 1996 : Manisha Koirala - Bombay

- 1997 : Manisha Koirala - Khamoshi : The Musical